# ولاية مرسين
وِلَايَةُ مَرْسِين (بالتركية: مرسین ولایت/Mersin ili) إحدى ولايات تركيا. عاصمتها مدينة مرسين تبلغ مساحتها 15,737 كم2 ويبلغ عدد سكانها 1,651,400 نسمة كما يبلغ معدل الكثافة السكانية 104/كم تقع في جنوب تركيا.

## أقضيتها
تنقسم إلى 13 قضاء، تشكل مدينة مرسين تجمع للأقضية الأربعة الأولى:
- أقدنيز
- المَزِيديّة
- طرسلر
- يني شهر
- أنامور
- دُنْجُق
- بُزياز
- جملي ييلا
- الإردمية
- كلنار
- موط
- سليقية
- طرسوس

## أعلام
- كونجا كورش